# Лерхенборг (замък)
Замъкът Лерхенборг е имение в Калундборг, Шеланд, Дания. В зданието се помещава клубът Royal Tarok Club (ДКТ), чийто собственик, също играч на тарок, е председател на клуба, основан през 2008 г. В ДКТ членуват датски знаменитости, като членове на благородническото семейство Ведел, режисьорът Нилс Фос, собственикът на галерия „Asbæk“, часовникарят Оле Матийсен, и най-известният, Херник, принц-консорт на Дания.

## История

### Създаване
През 1704 година били определени границите на имота, наречен тогава Østrupgård (Острупгаард), върху земя, която в миналото принадлежала към замъка Калундборг. През 1742 г. е придобита от генерал Кристиан Лерхе (1692 - 1757 г.). Имотът включва 7 имения, 13 църкви и обширни гористи местности, заемайки практически целия амт Калундборг. За свое седалище в имота, Лерхе построява нова сграда, вероятно подпомаган от Николай Ейгтвел, водещ датски архитект по това време.
През 1748 г. Лерхе получава Ордена на слона, а през 1752 г. получава статут на граф. Той преименува имота си на Лерхенборг през 1754 г., но не може да го обяви за графство, тъй като поради липсата на свои преки наследници, след смъртта му имотът трябва да се върне владение на краля. Вместо това, Лерхе обявява имота си за фамилно имение (stamhus), с което обезпечава с наследствени права другите кръвни линии в семейството си.

#### 19 век
Когато Кристиан Корнелиус Лерхе, който наследява Лерхенборг през 1804 г., получава статут на граф, на 26 май 1818 г., имението Лерхенборг е обединено с Аунсшгерд, Минеслунд, Аснесгерд, Лерхенфелд, Биркендегерд, Вестербйгерд, Аструп и Давруп в едно общо графство Лерхенборг (Grevskabet Lerchenborg).
През 1862 г. Ханс Кристиан Андерсен пребивава в Лерхенборг за седмица, като гост на граф К. А. Лерхе.

### 20 век
През 1923 година графството е разпуснато и семейство Лерхе губи собствеността си върху Лерхенборг. През 1952 г. имотът е обратно придобит от член на семейството, Кристиан Албрехт Фредерик Лерхе-Лерхенборг, и е останал собственост на семейството. Две от местностите, Аунсшгерд и Минеслунд, са продадени като част от сделката за обратно придобиване.